# Mag Magazine
Mag magazine va ser un programa d'entrevistes, varietats i actuacions musicals emès per TV3 i presentat per Mari Pau Huguet, amb la col·laboració de Maria Gorgues, Jordi Jané i Mingo Ràfols des del 18 de gener de 1988 fins al 30 de juny de 1989. La seva presentadora Mari Pau Huguet va rebre el TP d'Or 1988 a la millor presentadora catalana.

## Personatges entrevistats (llista parcial)
- Teresa Gimpera
- Àlex Gorina
- Alfred Rodríguez Picó
- Francesc Bellmunt
- Josep Maria Flotats
- Anna Lizaran
- Pepe Rubianes
- Joaquim Maria Puyal
- Montserrat Roig
- Josep Maria Bachs
- Vicente Aranda
- Tísner
- Lita Claver
- Albert Closas
- Emma Cohen
- Manuel Gutiérrez Aragón
- Colita
- Josep Maria Cullell
- Juan Diego
- Samantha Eggar
- Verónica Forqué
- José Agustín Goytisolo
- Luis García Berlanga
- Carme Elias
- Néstor Almendros
- Pere Calders
- Carles Canut
- Alaska